# Definirani dnevni odmerek
Definírani dnévni odmérek (DDD – angl. defined daily dose) je statistično izračunan povprečni vzdrževalni odmerek, ki naj ga odrasli bolnik prejme v enem dnevu za glavno oziroma najpogostejšo indikacijo zdravila. Definirani dnevni odmerek zdravila določa Center SZO za statistično obdelavo zdravil (WHO Collaborating Centre for Drug Statistics Methodology) v Oslu za zdravila, ki jim je bila oznaka ATC že dodeljena.
Definirani dnevni odmerek je le statistično merilo in ni nujno, da izraža priporočeni oziroma odobreni odmerek zdravila. Odmerki zdravila za določenega pacienta ali skupino pacientov se pogosto razlikujejo od definiranega dnevnega odmerka; odmerki za posameznega pacienta so pogosto prilagojeni bolniku glede na njihovo starost, telesno težo ter upoštevaje farmakokinetiko, genetski polimorfizem, ki vpliva na presnovo učinkovin itd.